# Куберо, Хосе Мигель
Хосе́ Миге́ль Кубе́ро Лори́я (исп. José Miguel Cubero Loría; род. 14 февраля 1987, Алахуэла, Коста-Рика) — коста-риканский футболист, полузащитник клуба «Эредиано», выступающий на правах аренды за «Алахуэленсе». Выступал в сборной Коста-Рики.

## Карьера

### Клубная
С 2007 года находился в распоряжении клуба «Эредиано». В течение 2009—2010 годов на условиях аренды играл за «Пунтаренас», после чего вернулся в «Эредиано». После возвращения из аренды провел в составе этого клуба более 100 матчей в национальном чемпионате.
Летом 2014 года перешёл в английский «Блэкпул» на правах свободного агента. Из-за травмы пропустил большую часть сезона. После восстановления принял участие в 12 матчах Чемпионшипа.

### В сборной
В 2010 году дебютировал в официальных матчах в составе национальной сборной Коста-Рики. За главную команду страны провел 34 матча, забив 2 гола.
В составе сборной был участником розыгрыша Кубка Америки 2011 года в Аргентине и розыгрыша Золотого кубка КОНКАКАФ 2011 в США.
31 мая 2014 года был включен в заявку сборной для участия на чемпионате мира в Бразилии.